# Brockhauser Bach (Werse)
Der Brockhauser Bach (Gewässerkennzahl [GWK]: 321574) ist ein orografisch linker Zufluss zur Werse in Nordrhein-Westfalen. Der 5,0 km lange Bach entspringt  in der Bauerschaft Brockhaus der Stadt Ahlen und mündet nach einem nordöstlichen Lauf östlich von Drensteinfurt in die Werse. 